# フェルナンド・デル・パソ
フェルナンド・デル・パソ・モランテ（Fernando del Paso Morante（ audio audio）、1935年4月1日 - 2018年11月14日）はメキシコ出身の作家、外交官、画家である。
代表作として、『ホセ・トリゴ (José Trigo)』（1966年）、『メキシコのパリヌールス(Palinuro de México)』(1977年)、『帝国の動向(Noticias del Imperio)』（1987年）などの長編小説が挙げられる。1982年にはベネズエラの文学賞であるロムロ・ガジェゴス賞を、そして2015年にはスペイン語圏の最も権威ある文学賞の一つであるセルバンテス賞を受賞した。

## 生い立ち
1935年4月1日に、メキシコシティのローマ地区で生まれた。幼少のころから絵を描くことと読書に没頭する。名門校のサン・イルデフォンソ学院で学び、そこで、将来妻となるソコロ・ゴルディージョに出会う。
メキシコ国立自治大学(UNAM)の医学部に入学するが、血や内臓を見ることに耐えられず経済学部へ転部、しかし２年後に今度は文学部へと移ることになる。1955年から様々な広告代理店に広告文を寄稿するライターとして働き始めると同時に詩作を開始する。1958年にはデル・パソ初の著作『日々のソネット(Sonetos de lo diario)』が出版される。
1965年にはメキシコ作家センターの創作支援奨学金を得て、翌66年に初の小説『ホセ・トリゴ(José Trigo)』を出版。ジェイムズ・ジョイスの影響がみられるその文体は洗練されつつも言語的・技法的実験に富む作品である。同作は、1959年に実際に起きた鉄道ストライキの最中の、ノノアルコ―トラテロルコ団地の鉄道作業所を舞台にしている。本作はメキシコの定評ある文学賞であるハビエル・ビジャウルティア賞を受賞し、メキシコの著名な作家であるフアン・ルルフォやフアン・ホセ・アレオラから激賞される。しかしながら、アステカ神話から実在のストライキまで広範なトピックが言及され、加えてその難解な文体から批評家たちの初期の反応は芳しくなかった。
1969年、フォード財団からの奨学金を受け、アイオワで開催されたInternational Writing Programに参加した。1971年まで同地で家族とともに暮らし、その後グッケンハイム財団奨学金を得てロンドンへと渡った。そこで、BBCのラジオ番組のプロデューサーや番組作家、キャスターとして働くかたわら執筆を続け、1977年に『メキシコのパリヌールス(Palinuro de México)』を上梓する。
1985年にロンドンからパリに移り、文化担当官として在フランスメキシコ大使館に勤務する。その間執筆も続け、1987年には『帝国の動向 (Noticias del Imperio)』を出版する。デル・パソの著作のなかでも最も読まれ高評価を得ることになる同作は、1864年から1867の短命に終わったメキシコ第二帝政の皇帝、オーストリア大公フェルディナント・マクシミリアンと皇妃のベルギー王女シャルロットの人生を描き出した巨大長編小説である。本作は、メキシコの名門文芸雑誌Nexosが、ガブリエル・ガルシア・マルケスを含む作家60名を対象に「直近30年で最高のメキシコ小説」を問うた2007年のアンケートで一位を獲得している。
1989年から1992年までパリでメキシコ総領事を務め、その後20年以上にわたった海外生活を終えメキシコへと帰国する。グアダラハラ大学のオクタビオ・パス記念イベロアメリカ図書館の館長に就任すると、同地グアダラハラで執筆活動を続け1995年には『リンダ67 (Linda 67. Historia de un crimen)』を出版する。2007年に同グアダラハラ大学は、複数運用する図書館の中でも最大規模の一つであるラ・シエネガ大学センターの図書館を「フェルナンド・デル・パソ記念メディアテック図書館」と命名した。
2013年脳梗塞を起こし、その後も後遺症に苦しむ。2018年11月14日グアダラハラにて、83歳で逝去する。
デル・パソはその生涯で複数の賞を受賞している。代表的なものには、ハビエル・ビジャルティア賞(1966年)、メキシコ人文科学賞の言語・文学部門(1991年)、グアダラハラ国際ブックフェアのロマンス語文学賞(2007年)、そしてスペイン語圏文学の生涯功労賞であるセルバンテス賞(2015年)が挙げられる。また、1996年には国立学士院であるエル・コレヒオ・ナシオナルの会員に選出されている。
また、デル・パソには画家としての一面もあり、ロンドン、マドリード、パリやアメリカの複数の都市で自身の作品を展示している。メキシコ国内でも、メキシコ国立近代美術館、国立カリージョ・ヒル美術館などの有力な美術館で展覧会を行っている。

## 受賞歴
- ハビエル・ビジャルティア賞 (1966)
- メキシコ小説賞 (1975)
- ロムロ・ガジェゴス賞 (1982)
- マサトラン文学賞 (1988)
- メキシコ人文科学賞 (1991)
- メキシコ学士院会員選出 (1996)
- メキシコ言語アカデミー会員選出 (2006)
- グアダラハラ国際ブックフェアのロマンス語文学賞 (2007)
- グアダラハラ名誉博士号 (2013)
- アルフォンソ・レジェス国際賞 (2014)
- セルバンテス賞 (2015)
- ソル・フアナ＝イネス・デ・ラ・クルス (2018)

## 作品
小説
- José Trigo (1966)
- Palinuro de México (1977)
- Noticias del Imperio (1987)　(『帝国の動向』寺尾隆吉訳、水声社、2021年)[9]
- Linda 67. Historia de un crimen (1995)

詩
- Sonetos de lo diario (1958)
- De la A a la Z (1988)
- Paleta de diez colores (1990)
- Sonetos del amor y de lo diario (1997)
- Castillos en el aire (2002)
- PoeMar (2004)

劇作
- La loca de Miramar (1988)
- Palinuro en la escalera (1992)
- La muerte se va a Granada (1998)

短編集
- Cuentos dispersos (1999)

随筆、評論
- El coloquio de invierno, con Carlos Fuentes y Gabriel García Márquez (1992)
- Memoria y olvido. Vida de Juan José Arreola (1920-1947) (1994)
- Viaje alrededor de El Quijote (2004)
- Bajo la sombra de la historia. Ensayos sobre el islam y el judaísmo. vol. I. (2011)

児童文学
- Paleta de diez colores (1992)
- Encuentra en cada cara lo que tiene de rara (2002)
- Ripios y adivinanzas del mar (2004)
- ¡Hay naranjas y hay limones! (2007)

その他
- Douceur et passion de la cuisine mexicaine (1991)
- Trece Técnicas Mixtas (1996)
- 2000 caras de cara al 2000 (2000)
- Castillos en el aire. Fragmentos y anticipaciones. Homenaje a Maurits Cornelis Escher (2002)
- La cocina mexicana, con Socorro Gordillo de Del Paso (2008)
- El Va y Ven de las Malvinas (2012)
- Amo y señor de mis palabras, Artículos, discursos y otros textos sobre literatura (2015)